# ヒューレット財団
ウィリアム＆フローラ・ヒューレット財団（The William and Flora Hewlett Foundation）、通称ヒューレット財団とは、ヒューレット・パッカード社の共同設立者であるウィリアム・ヒューレットと、その妻フローラによって設立された私的財団 。米国で4番目に豊かな財団であり、資産は90億ドルに上る 。
財団は教育、環境、世界開発、人口、芸術、慈善活動など、様々な自由主義、進歩主義に対して贈与を行っている. 。

## プログラムと助成金

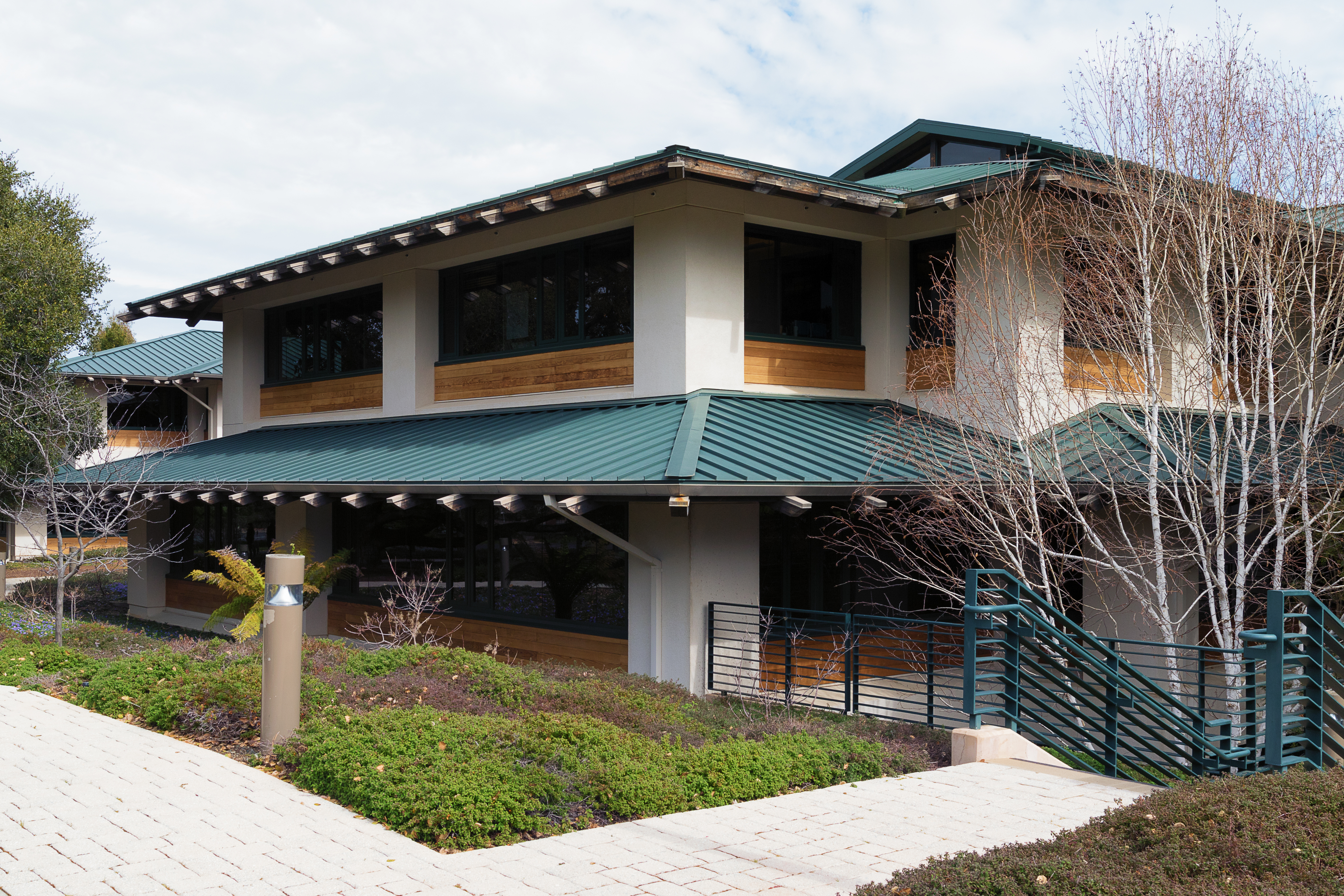
メンロパークにある財団本部

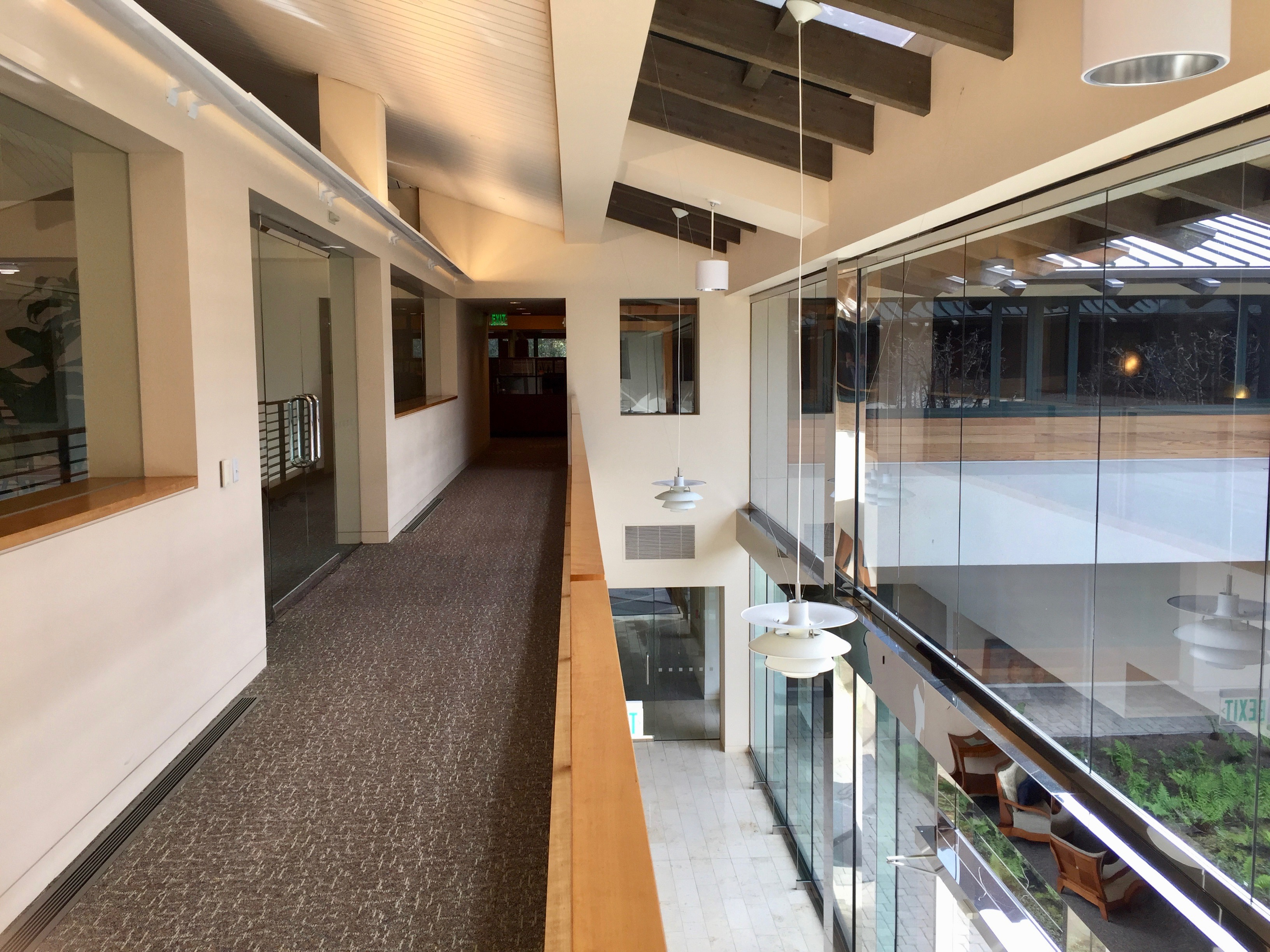
財団本部の内部

### 教育
2001年、財団は4億ドルをスタンフォード大学へ、人文学、科学、学部教育のために贈与した。これは当時、最大規模の大学への贈与であった。2007年、財団は11,300万ドルをカリフォルニア大学バークレー校へ、100のポスト支援と、大学院生支援のために贈与した。
2010年5月、財団は学生の教育成果を記述する「Deeper Learning」という戦略を発表した。
ヒューレット財団とメロン財団は、OpenCourseWare分野の発展を援助した。ヒューレット財団はクリエイティブコモンズに対し、100万ドルの支援を行っている。